# Итринешти (Њамц)
Итринешти (рум. Itrinești) насеље је у Румунији у округу Њамц у општини Марђинени. Oпштина се налази на надморској висини од 389 m.

## Становништво
Према подацима из 2002. године у насељу је живело 487 становника, од којих су сви румунске националности.